# Шерлок Холмс и глас страха
Шерлок Холмс и глас страха (енгл. Sherlock Holmes and the Voice of Terror) је амерички детективски филм из 1942. године, и трећи филм у серијалу филмова о Шерлоку Холмсу у коме главне улоге играју Бејзил Ратбон и Најџел Брус. Први је филм из серијала који је дистрибуирао Universal Studios, као и први који није смештен у изворно викторијанско доба. Филм комбинује елементе приче „Његов последњи подвиг” Артура Конана Дојла из 1917. године, којој се приписује адаптација, са стварним догађајима везаним за радио преносе нацистичке пропаганде у Британији током Другог светског рата. У главној женској улози се појављује Евелин Анкерс.

## Радња
Филм започиње насловном картицом која Шерлока Холмса и доктора Вотсона описује као „безвремене”, што је објашњење зашто је филм смештен у 1940-е, а не у Холмсову еру, од 1881. до 1914. године, као што је то био случај са претходним филмовима из серијала. Постоји омаж класичном Холмсу, у сцени у којој Холмс и Вотсон напуштају Улицу Бејкер 221б, а Холмс узима свој класични шешир. Вотсон се буни, а Холмс невољно уместо њега ставља федору.
Сер Еван Барам позива Холмса у „Унутрашњи савет” британске обавештајне службе да помогне у заустављању нацистичких диверзаната који делују у Британији, а који унапред најављују своје активности у радио преносима „Гласа страха”.
Гавин, један од Холмсових оперативаца, убијен је са немачким бодежом у леђима. Пре него што умре, Гавин изговара реч „Кристофер”. Холмс и Вотсон касније одлазе у лондонски кварт Лајмхаус, где се састају са Гавиновом супругом Кити.
Холмс каже савету да је употребом осцилоскопа за пажљиву анализу и упоређивање обрасца звучних таласа из радио преноса уживо у односу на унапред снимљене гласове утврдио да је „Глас страха” заправо снимљен на фонографским плочама у Уједињеном Краљевству, али да је емитован из Немачке. Пратећи Китин савет, Холмс и Вотсон одлазе до старих Кристофер докова, где их прати сер Ентони Лојд из савета. Њих тројицу заробљава група нацистичких шпијуна предвођених Мидом, међутим неки људи из Ист Енда ослобађају Шерлока, Вотсона и Лојда док нападају нацисте, иако Мид успева да побегне кроз скривена врата до глисера који га је чекао.
Кити се претвара да је лопов у бегу и придружује се Миду. Сазнаје да Мид те ноћи планира да оде на сеоско имање сер Евана. Тамо Холмс и сер Еван гледају како немачки авион покушава да слети, али сер Еван пуца на авион и тако поремети нацистички састанак; за то време се Мид крије у мраку.
Након што је један од Холмсових доушника пронашао Мида и Кити на јужној обали Енглеске, Холмс приморава веће да тамо оде са њим. Уз подршку британских војника, Холмс заробљава Мида и групу немачких војника смештених у напуштеној цркви.
Тамо открива да је прави идентитет иза „Гласа страха” био сер Еван Барам, за кога се откива да је варалица. Холмс затим открива да је у Првом светском рату прави Барам био затвореник у немачком ратном логору и да је имао необичну сличност са Хајнрихом фон Боком, чланом немачке тајне службе; једног дана прави Барам је изведен и погубљен; господин који је Холмса позвао због случаја био је сам фон Бок који се 24 година представљао као Барам; Холмс затим додаје да Барам није имао ужу породицу, па је његов приватни живот добро проучио фон Бок, који је такође студирао на Оксфорду и поседовао знање енглеског језика и манира. Дакле, уз малу помоћ пластичне хирургије, поред већ поменуте сличности са Барамом, обмана је темељно изведена. Холмс такође закључује да је прави сер Еван Барам носио ожиљак из детињства, док је онај који је фон Бок носио од пластичне хирургије био стар отприлике 20 година − траг који је одао чињеницу да је био варалица.
Холмс затим обавештава шпијуне да су немачке инвазионе снаге уништене. Разбеснели Мид пуца и смртно рањава Кити, али се сам убија док покушава да побегне. Веће стоји око убијене Кити и заклиње се да њена херојска смрт неће бити узалудна.
Филм се завршава директним цитатом из приче „Његов последњи подвиг”:
Вотсон: Дивно је јутро, Холмсе.
Холмс: Долази источни ветар, Вотсоне.
Вотсон: Не мислим тако. Изгледа као још један топао дан.
Холмс: Добри стари Вотсоне. Ти си једина фиксна тачка у овом променљивом добу. Источни ветар долази свеједно. Такав ветар какав још увек није дувао у Енглеској. Биће хладно и горко, Вотсоне, и многи од нас ће можда увенути пре него што прохуји. Али то је свеједно Божји ветар. А зеленија, боља, јача земља лежаће под сунцем када се олуја рашчисти.

## Улоге
| Глумац         | Улога                            |
| -------------- | -------------------------------- |
| Бејзил Ратбон  | Шерлок Холмс                     |
| Најџел Брус    | доктор Џон Вотсон                |
| Евелин Анкерс  | Кити                             |
| Реџиналд Дени  | сер Еван Барам / Хајнрих фон Бок |
| Томас Гомез    | Р. Ф. Мид                        |
| Хенри Данијел  | сер Ентони Лојд                  |
| Монтагу Лав    | генерал Џером Лофорд             |
| Олаф Хитен     | адмирал сер Џон Фабијан Прентис  |
| Лејланд Хоџсон | капетан Роланд Шор               |
| Мери Гордон    | госпођа Хадсон                   |
| Хилари Брук    | Џил Грандис                      |